# Espagnol panaméen
L'espagnol panaméen (espagnol : español panameño) est la variante de l'espagnol employée au Panama comme langue officielle. En raison de l'influence culturelle et de la présence des États-Unis, l'espagnol panaméen a absorbé beaucoup de vocabulaire anglais, ainsi que l'immigration de citoyens des territoires anglophones des Caraïbes (Jamaïque, Trinité-et-Tobago, Barbade, etc.), au cours du XIXe siècle, dans les provinces de Bocas del Toro et Colón, a contribué à cette influence. 
La langue française a eu une légère influence sur l'espagnol panaméen. Les colonies hébraïques, arabes, italiennes, hindoustaniques, chinoises et grecques ont influencé l'espagnol panaméen dans une moindre mesure, tout comme les groupes ethniques aborigènes du Panama. La base lexicale de l'espagnol panaméen est la langue castillane, mais de nombreuses langues ont contribué à son enrichissement par le biais d'emprunts. Certaines langues amérindiennes, d'autres langues africaines, la langue anglaise, la langue française, la langue italienne et la langue allemande sont celles qui ont plus ou moins marqué l'espagnol panaméen.

## Langues du Panama
Pendant la période coloniale et jusqu'au milieu du XVIIIe siècle, la seule langue des Isthmiens était l'espagnol, introduit par les Castillans et qui l'emportait sur les autres langues de la péninsule Ibérique. Les Noirs amenés d'Afrique comme esclaves ont assimilé le castillan et l'ont enrichi de quelques termes dialectaux.
Aujourd'hui, 19 langues sont parlées au Panama ; la langue prédominante et officielle est l'espagnol, qui compte plus de 3 millions de locuteurs. Le ngäbere, le bugleré, le kuna, l'emberá, le wounaan, le naso tjerdi et le bri bri sont considérés comme des langues indigènes officielles. Toutes sont reconnues, protégées et diffusées par le pays.